# Togos damlandslag i fotboll
Togos damlandslag i fotboll representerar Togo i fotboll på damsidan. Dess förbund är Fédération Togolaise de Football. De har inte tävlat i större regionala eller internationella turneringar.
1985 hade få länder damlandslag i fotbollslag. Fastän sportens popularitet växte över hela världen under de följande åren så tävlade Togos damlandslag inte i sin första Fifa-sanktionerade match förrän 2006, då de spelade fem matcher.